# Olympische Sommerspiele 2008/Leichtathletik – Hammerwurf (Männer)

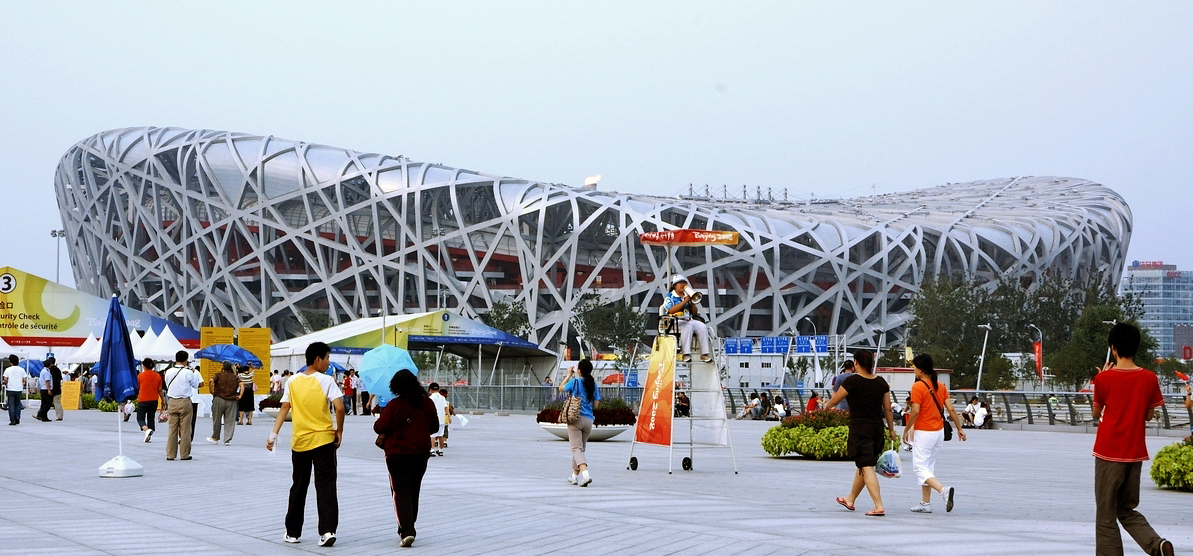
Das Vogelnest – Olympiastadion von Peking

Der Hammerwurf bei den Olympischen Spielen 2008 in Peking wurde am 15. und 17. August 2008 ausgetragen. 33 Athleten nahmen daran teil.
Olympiasieger wurde der Slowene Primož Kozmus. Die Silbermedaille gewann der Belarusse Wadsim Dsewjatouski. Bronze ging an Iwan Zichan, ebenfalls Belarus.

## Aktuelle Titelträger
| Olympiasieger 2004                      | Kōji Murofushi ( Japan)            | 82,91 m | Athen 2004          |
| Weltmeister 2007                        | Iwan Zichan ( Belarus)             | 83,63 m | Ōsaka 2007          |
| Europameister 2006                      | Olli-Pekka Karjalainen ( Finnland) | 80,84 m | Göteborg 2006       |
| Panamerikanischer Meister 2007          | James Steacy ( Kanada)             | 73,77 m | Rio de Janeiro 2007 |
| Zentralamerika und Karibik-Meister 2008 | Noleysi Bicet ( Kuba)              | 71,61 m | Cali 2008           |
| Südamerika-Meister 2007                 | Juan Ignacio Cerra ( Argentinien)  | 72,96 m | São Paulo 2007      |
| Asienmeister 2007                       | Ali Mohamed al-Zankawi ( Kuwait)   | 75,71 m | Amman 2007          |
| Afrikameister 2008                      | Chris Harmse ( Südafrika)          | 77,72 m | Addis Abeba 2008    |
| Ozeanienmeister 2008                    | Thomas McGuire ( Australien)       | 46,00 m | Saipan 2008         |

## Bestehende Rekorde
| Weltrekord         | 86,74 m | Jurij Sedych ( Sowjetunion)    | Stuttgart, damals BR Deutschland (heute Deutschland) | 30. August 1986    |
| Olympischer Rekord | 84,80 m | Sergei Litwinow ( Sowjetunion) | Finale OS Seoul, Südkorea                            | 26. September 1988 |

Der bereits seit zwanzig Jahren bestehende olympische Rekord wurde auch bei diesen Spielen nicht erreicht. Der weiteste Wurf gelang dem slowenischen Olympiasieger Primož Kozmus in seinem zweiten Versuch im Finale am 17. August auf 82,02 m. Damit blieb er 2,78 m unter dem Olympia- und 4,72 m unter dem Weltrekord.

## Doping
Keiner der Hammerwerfer wurde letztlich disqualifiziert, alle Resultate haben bis heute Bestand. Dennoch ging die Dopingproblematik wieder einmal nicht vorbei an diesem Wettbewerb. Die beiden Belarussen Wadsim Dsewjatouski und Iwan Zichan wurden wegen positiver Dopingtests zunächst vom IOC im Dezember 2008 disqualifiziert. Die Beschuldigten klagten jedoch gegen diese Entscheidung vor dem Internationalen Sportgerichtshof (CAS), der im Juni 2010 wegen einer Panne im Labor, welches die Proben analysiert hatte, die Disqualifikation der Sportler aufhob. IOC-Vizepräsident Thomas Bach kündigte an, das IOC werde eine weitere Analyse durchführen, um das CAS-Urteil zu kippen. Doch mit der häufig anzutreffenden Halbherzigkeit des IOC im Kampf gegen Doping passierte nichts weiter.
Schon vorher waren beide Athleten wegen positiver Dopingproben aufgefallen, Resultate waren annulliert worden.
- Iwan Zichan
  - Aberkennung der Bronzemedaille von den Olympischen Spielen 2004 am 5. Dezember 2012[10]
  - Aberkennung der Goldmedaille von den Weltmeisterschaften 2005[11]
  - Aberkennung der Goldmedaille von den Europameisterschaften 2006[12]
- Wadsim Dsewjatouski
  - zweijährige Sperre wegen Vergehens gegen die Dopingbestimmungen
  - Aberkennung der Silbermedaille von den Weltmeisterschaften 2005[11]

Alleine wegen rechtlicher Spitzfindigkeiten und unprofessioneller Arbeit im CAS-Labor verblieben die beiden belarussischen Hammerwerfer diesmal offiziell in den Listen der Medaillengewinner.

## Legende
Kurze Übersicht zur Bedeutung der Symbolik – so üblicherweise auch in sonstigen Veröffentlichungen verwendet:
| – | verzichtet |
| x | ungültig   |

## Qualifikation
Die Qualifikation wurde in zwei Gruppen durchgeführt. Fünf Wettbewerber (hellblau unterlegt) übertrafen die den direkten Finaleinzug Weite von 78,00 m. Damit war die Mindestanzahl von zwölf Finalteilnehmern nicht erreicht. So wurde das Finalfeld mit sieben weiteren Wettbewerbern (hellgrün unterlegt) aus beiden Gruppen nach den nächstbesten Weiten aufgefüllt. Für die Teilnahme am Finale waren schließlich 75,34 m zu erbringen.

### Gruppe A
15. August 2008, 10:40 Uhr
| Platz | Name                     | Nation        | 1. Versuch | 2. Versuch | 3. Versuch | Weite   |
| ----- | ------------------------ | ------------- | ---------- | ---------- | ---------- | ------- |
| 1     | Krisztián Pars           | Ungarn        | x          | 80,07 m    | –          | 80,07 m |
| 2     | Kōji Murofushi           | Japan         | 78,16 m    | –          | –          | 78,16 m |
| 3     | Markus Esser             | Deutschland   | x          | 77,00 m    | 77,60 m    | 77,60 m |
| 4     | András Haklits           | Kroatien      | 74,27 m    | 77,12 m    | 76,23 m    | 77,12 m |
| 5     | Dilschod Nasarow         | Tadschikistan | 74,67 m    | 75,34 m    | 72,47 m    | 75,34 m |
| 6     | Jewhen Wynohradow        | Ukraine       | 73,41 m    | 74,49 m    | x          | 74,49 m |
| 7     | Waleryj Swjatocha        | Belarus       | 74,41 m    | x          | x          | 74,41 m |
| 8     | Alexandros Papadimitriou | Griechenland  | x          | 74,33 m    | 73,83 m    | 74,33 m |
| 9     | Igors Sokolovs           | Lettland      | 73,72 m    | 71,50 m    | x          | 73,72 m |
| 10    | Kirill Ikonnikow         | Russland      | x          | 72,04 m    | 72,33 m    | 72,33 m |
| 11    | Miloslav Konopka         | Slowakei      | 71,76 m    | 71,96 m    | x          | 71,96 m |
| 12    | Igor Tugay               | Ukraine       | 71,89 m    | x          | 70,56 m    | 71,89 m |
| 13    | Bergur Ingi Pétursson    | Island        | 69,73 m    | x          | 71,63 m    | 71,63 m |
| 14    | Lukáš Melich             | Tschechien    | 69,31 m    | 70,56 m    | 69,03 m    | 70,56 m |
| NM    | Mohsen Anani             | Ägypten       | x          | x          | x          | ogV     |
| NM    | Marco Lingua             | Italien       | x          | x          | x          | ogV     |

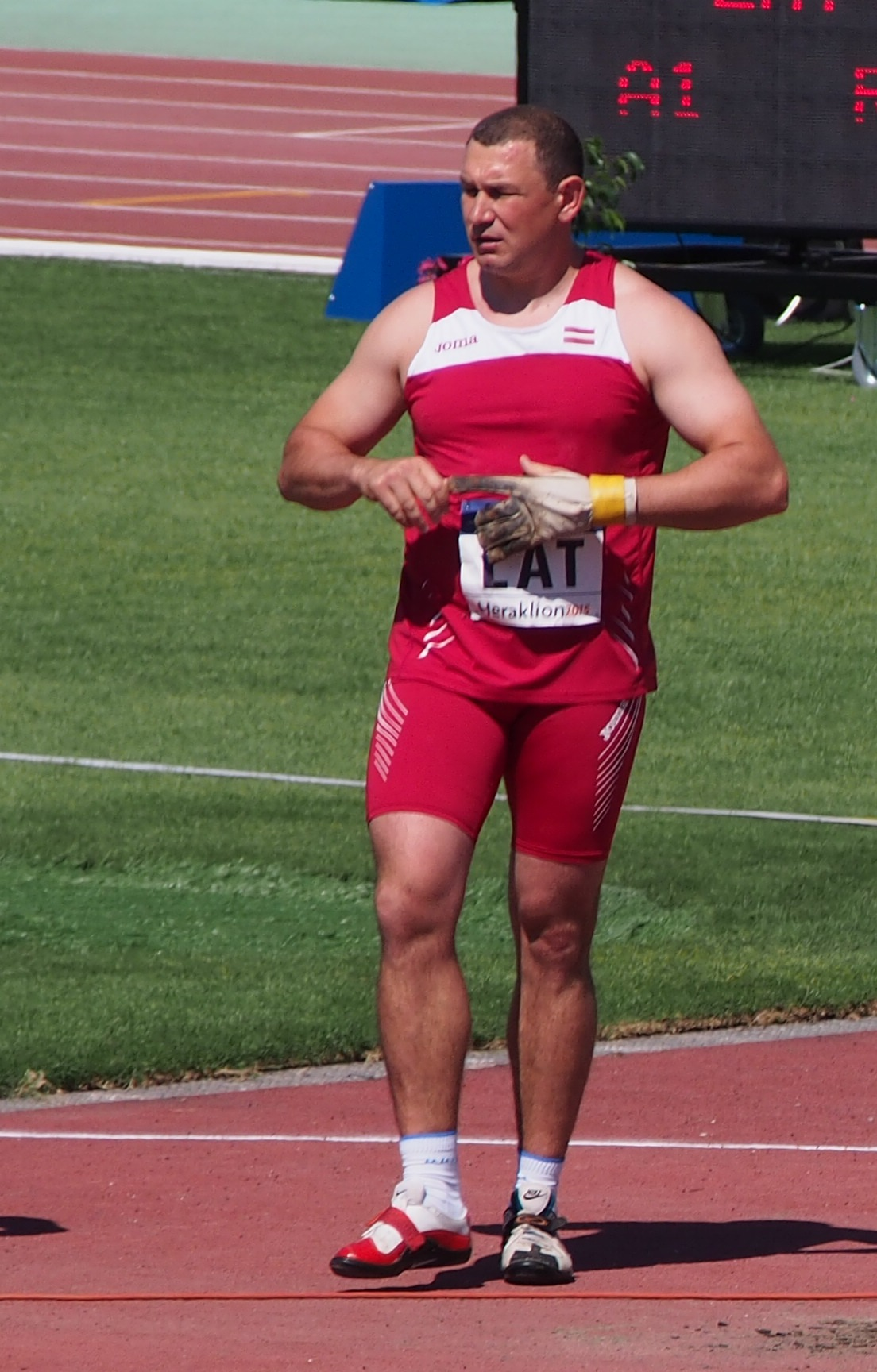
Igors Sokolovs – ausgeschieden mit 73,72 m

Weitere in Qualifikationsgruppe  ausgeschiedene Hammerwerfer:

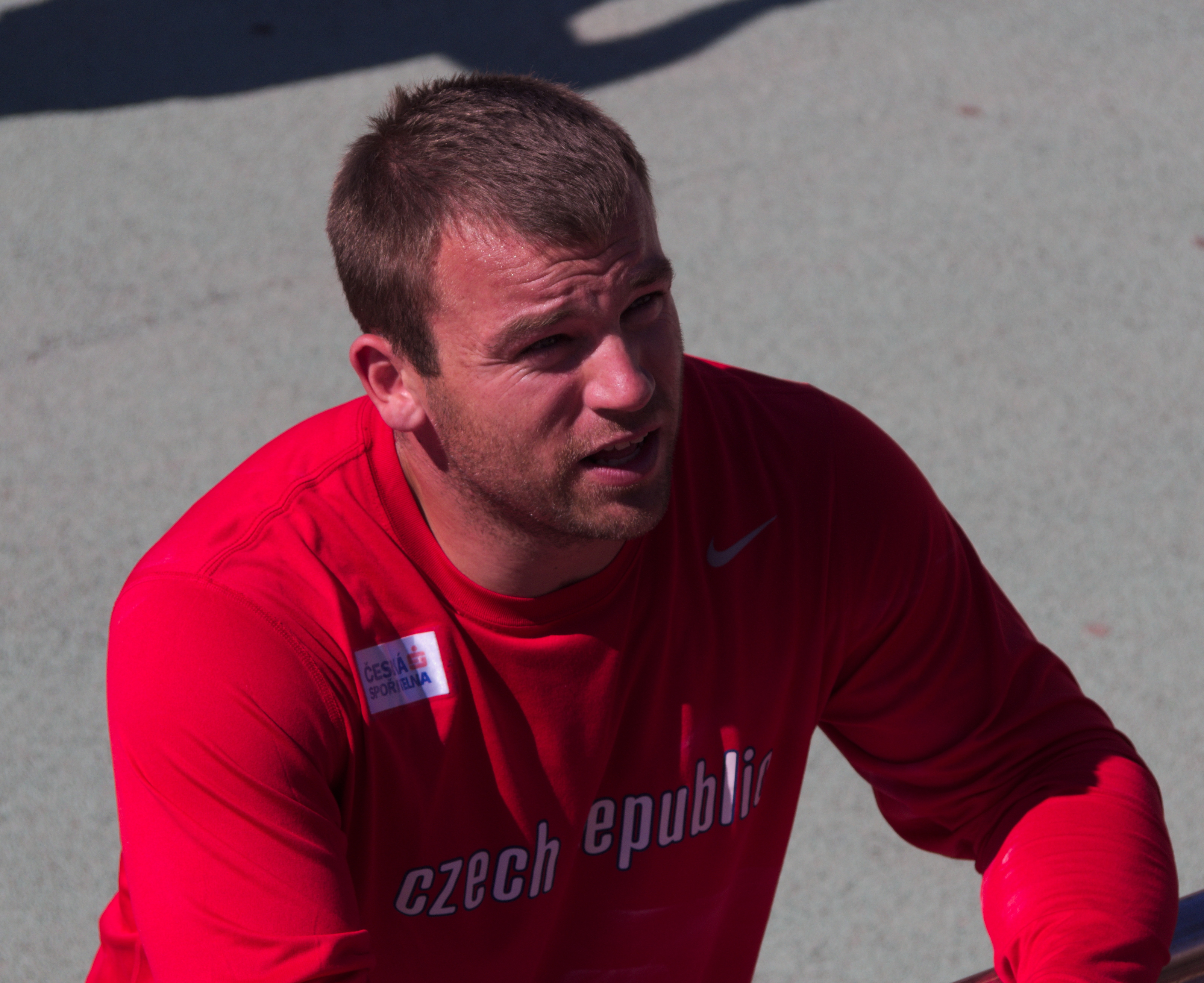
Lukáš Melich – 70,56 m
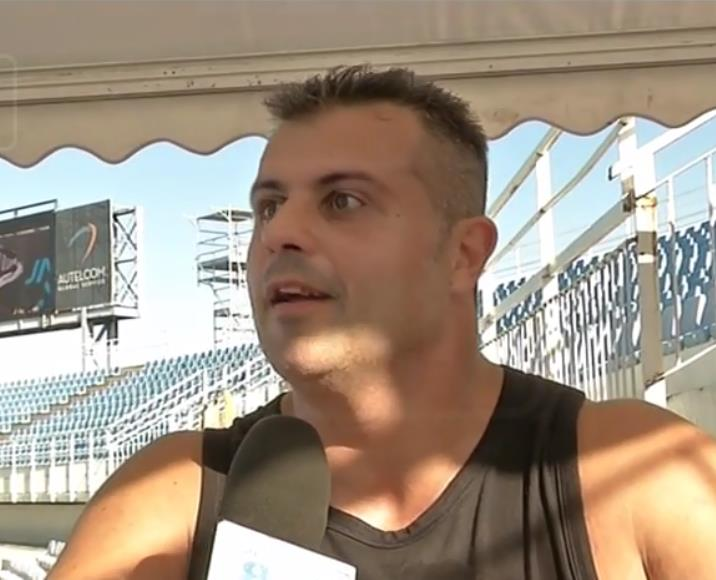
Marco Lingua – kein gültiger Wurf

### Gruppe B

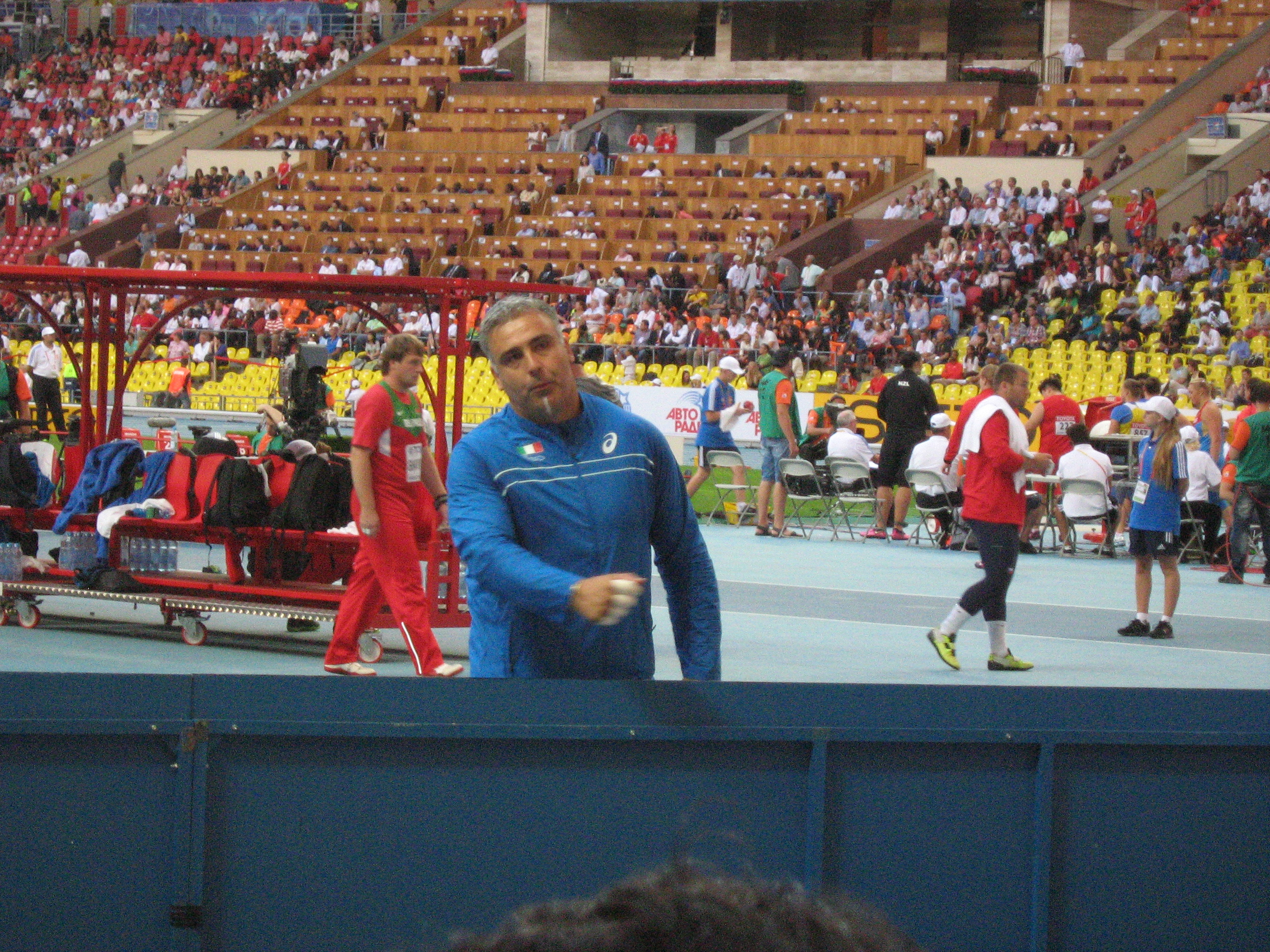
Nicola Vizzoni – ausgeschieden mit 75,01 m

15. August 2008, 12:10 Uhr
| Platz | Name                     | Nation       | 1. Versuch | 2. Versuch | 3. Versuch | Weite   |
| ----- | ------------------------ | ------------ | ---------- | ---------- | ---------- | ------- |
| 1     | Szymon Ziółkowski        | Polen        | 79,55 m    | –          | –          | 79,55 m |
| 2     | Primož Kozmus            | Slowenien    | 79,44 m    | –          | –          | 79,44 m |
| 3     | Iwan Zichan              | Belarus      | 79,26 m    | –          | –          | 79,26 m |
| 4     | Olli-Pekka Karjalainen   | Finnland     | 75,49 m    | x          | 77,07 m    | 77,07 m |
| 5     | Wadsim Dsewjatouski      | Belarus      | 73,39 m    | 76,56 m    | 76,95 m    | 76,95 m |
| 6     | Libor Charfreitag        | Slowakei     | 76,03 m    | x          | 76,61 m    | 76,61 m |
| 7     | James Steacy             | Kanada       | 76,32 m    | x          | 75,01 m    | 76,32 m |
| 8     | Nicola Vizzoni           | Italien      | 72,82 m    | x          | 75,01 m    | 75,01 m |
| 9     | Artem Rubanko            | Ukraine      | 74,47 m    | 73,89 m    | x          | 74,47 m |
| 10    | Eşref Apak               | Türkei       | x          | 74,45 m    | x          | 74,45 m |
| 11    | Ali Zenkawi              | Kuwait       | x          | 73,62 m    | x          | 73,62 m |
| 12    | Igor Winitschenko        | Russland     | x          | 72,05 m    | x          | 72,05 m |
| 13    | Roman Rozna              | Moldau       | 71,33 m    | 69,99 m    | 70,23 m    | 71,33 m |
| 14    | Alfred George Kruger III | USA          | 70,58 m    | 71,21 m    | x          | 71,21 m |
| 15    | Dorian Çollaku           | Albanien     | 69,14 m    | 69,64 m    | 70,98 m    | 70,98 m |
| 16    | Juan Ignacio Cerra       | Argentinien  | x          | 70,16 m    | x          | 70,16 m |
| NM    | Amanmyrat Hommadow       | Turkmenistan | x          | x          | x          | ogV     |

## Finale
17. August 2008, 19:10 Uhr
| Platz | Name                   | Nation        | 1. Versuch | 2. Versuch | 3. Versuch | 4. Versuch                             | 5. Versuch                             | 6. Versuch                             | Endresultat |
| ----- | ---------------------- | ------------- | ---------- | ---------- | ---------- | -------------------------------------- | -------------------------------------- | -------------------------------------- | ----------- |
| 1     | Primož Kozmus          | Slowenien     | 80,75 m    | 82,02 m    | 80,79 m    | 80,64 m                                | 80,98 m                                | 80,85 m                                | 82,02 m     |
| 2     | Wadsim Dsewjatouski    | Belarus       | 79,00 m    | 81,61 m    | x          | x                                      | 80,86 m                                | x                                      | 81,61 m     |
| 3     | Iwan Zichan            | Belarus       | 78,49 m    | 80,56 m    | 79,59 m    | 79,89 m                                | 81,51 m                                | 80,87 m                                | 81,51 m     |
| 4     | Krisztián Pars         | Ungarn        | 78,05 m    | 80,96 m    | x          | 80,16 m                                | 80,11 m                                | 79,83 m                                | 80,96 m     |
| 5     | Kōji Murofushi         | Japan         | 79,47 m    | 80,71 m    | 79,94 m    | 77,96 m                                | 78,22 m                                | 77,26 m                                | 80,71 m     |
| 6     | Olli-Pekka Karjalainen | Finnland      | 77,92 m    | 79,59 m    | 78,99 m    | x                                      | 78,88 m                                | x                                      | 79,59 m     |
| 7     | Szymon Ziółkowski      | Polen         | 75,92 m    | 79,22 m    | 79,07 m    | 79,04 m                                | 76,16 m                                | x                                      | 79,22 m     |
| 8     | Libor Charfreitag      | Slowakei      | x          | 77,62 m    | 76,83 m    | 77,26 m                                | 78,65 m                                | x                                      | 78,65 m     |
|       |                        |               |            |            |            |                                        |                                        |                                        |             |
| 9     | Markus Esser           | Deutschland   | 74,56 m    | x          | 77,10 m    | nicht im Finale der besten acht Werfer | nicht im Finale der besten acht Werfer | nicht im Finale der besten acht Werfer | 77,10 m     |
| 10    | András Haklits         | Kroatien      | x          | 75,78 m    | 76,58 m    | nicht im Finale der besten acht Werfer | nicht im Finale der besten acht Werfer | nicht im Finale der besten acht Werfer | 76,58 m     |
| 11    | Dilschod Nasarow       | Tadschikistan | 72,97 m    | 76,54 m    | x          | nicht im Finale der besten acht Werfer | nicht im Finale der besten acht Werfer | nicht im Finale der besten acht Werfer | 76,54 m     |
| 12    | James Steacy           | Kanada        | 75,72 m    | 75,54 m    | 74,06 m    | nicht im Finale der besten acht Werfer | nicht im Finale der besten acht Werfer | nicht im Finale der besten acht Werfer | 75,72 m     |

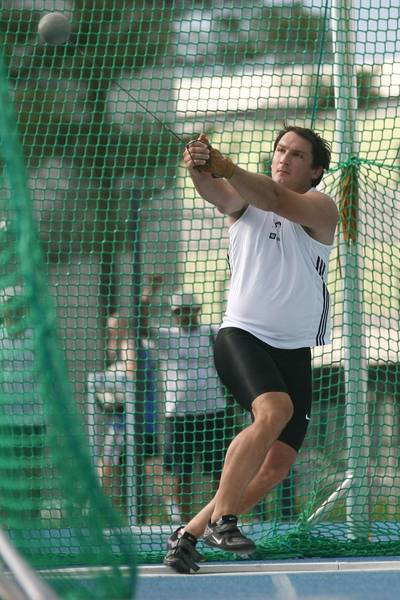
Der siegreiche Primož Kozmus

Für das Finale hatten sich zwölf Athleten qualifiziert, fünf von ihnen über die Qualifikationsweite, weitere sieben über ihre Platzierungen. Vertreten waren zwei Belarussen sowie je ein Teilnehmer aus Deutschland, Finnland, Deutschland, Japan, Kanada, Kroatien, Polen, der Slowakei, Slowenien, und Tadschikistan.
Zum Zeitpunkt der Austragung dieser Spiele besaßen einige später annullierte Resultate noch Gültigkeit. So hatte der Belarusse Iwan Zichan zu diesem Zeitpunkt noch den Status als Europameister von 2006, als Weltmeister von 2005 und Olympiadritter von 2004. Sein Landsmann Wadsim Dsewjatouski wurde als Vizeweltmeister von 2005 geführt. Beide gehörten hier in Peking zum engsten Favoritenkreis. Zichan war und ist darüber hinaus der offizielle Weltmeister von 2007, Dsewjatouski WM-Vierter von 2007. Weitere Medaillenkandidaten waren der slowenische Vizeweltmeister Primož Kozmus, der WM-Dritte von 2007 Libor Charfreitag aus der Slowakei, der Finne Olli-Pekka Karjalainen, heute offiziell Europameister von 2006 und WM--Dritter von 2005, der ungarische WM-Fünfte von 2007 Krisztián Pars sowie der japanische WM-Sechste von 2007 Kōji Murofushi. Auch der Olympiasieger von 2000 Szymon Ziółkowski aus Polen war hier wieder mit dabei, zählte jedoch nicht mehr zum allerengsten Favoritenkreis.
Die in diesem Finale erzielten Weiten hatten das hohe Niveau der Weltmeisterschaften des Vorjahres mit zahlreichen Würfen jenseits von achtzig Metern. Zunächst erzielte Kozmus 80,75 m und war damit Spitzenreiter. In Durchgang zwei gelang ihm mit 82,02 m eine weitere Steigerung. Auf Platz zwei rückte Dsewjatouski, der mit 81,61 m nicht weit hinter Kozmus lag. Pars warf 80,96 m und war Dritter vor Murofushi – 80,71 m – sowie Zichan mit 80,56 m. In Runde drei war Kozmus wie schon im ersten Durchgang der einzige Athlet mit einem Wurf über der 80-Meter-Marke.
So ging es ins Finale der besten acht Werfer. Pars und wieder Kozmus hatten Versuche, die weiter als achtzig Meter lagen. In Runde fünf verbesserte Zichan sich auf 81,51 m, womit er an Murofushi und Pars vorbei auf den dritten Rang zog. Im anschließenden letzten Durchgang gab es keine Veränderungen mehr. Primož Kozmus, der mit allen sechs Versuchen weiter als achtzig Meter geworfen hatte, war damit Olympiasieger. Ihm folgten die beiden Belarussen  Wadsim Dsewjatouski (Silber) und Iwan Zichan (Bronze). Beide trennten nur zehn Zentimeter voneinander. Vierter wurde Krisztián Pars vor Kōji Murofushi. Diese fünf Athleten hatten ein Endergebnis von mehr als achtzig Metern. Nicht weit dahinter folgten Olli-Pekka Karjalainen, Szymon Ziółkowski und Libor Charfreitag.
Primož Kozmus war der erste slowenische Olympiasieger im Hammerwurf.

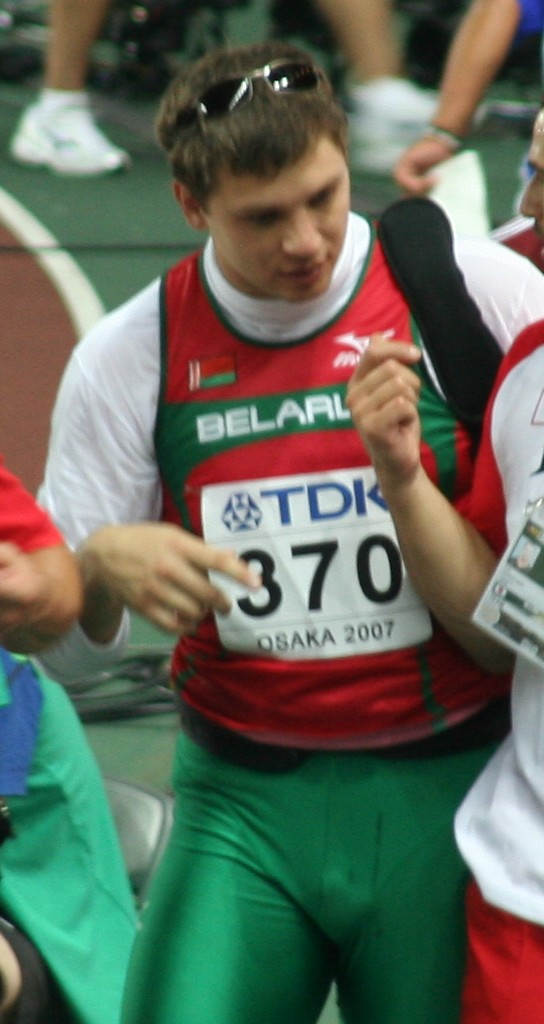
Silbermedaillengewinner Wadsim Dsewjatouski
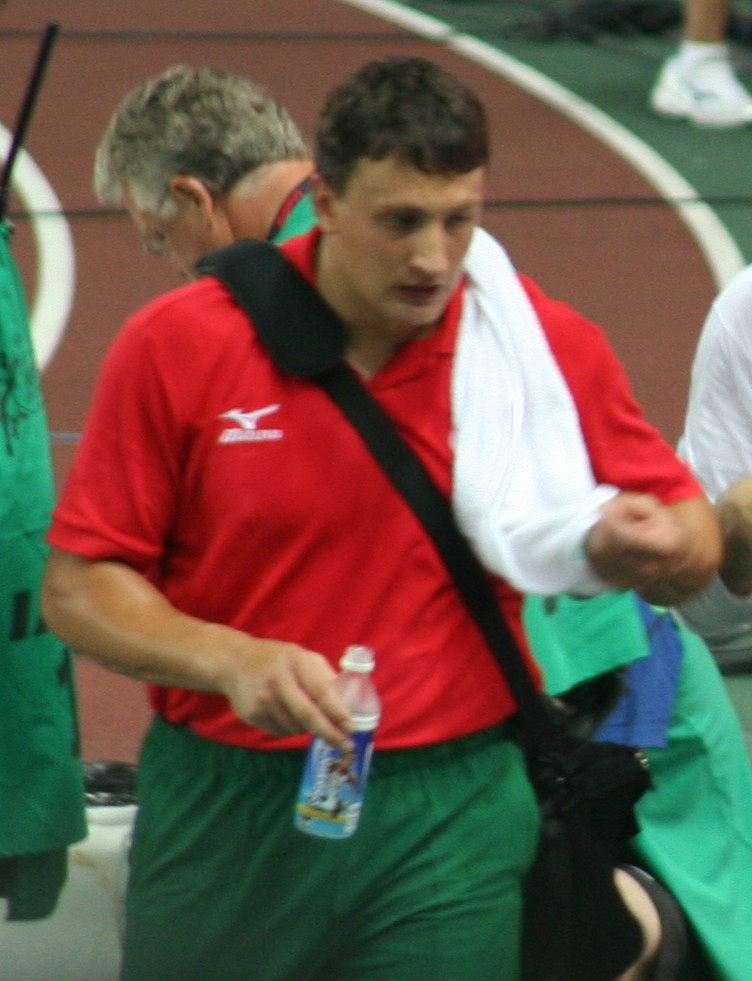
Iwan Zichan gewann Bronze
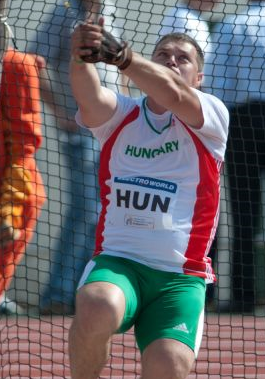
Krisztián Pars belegte Rang vier
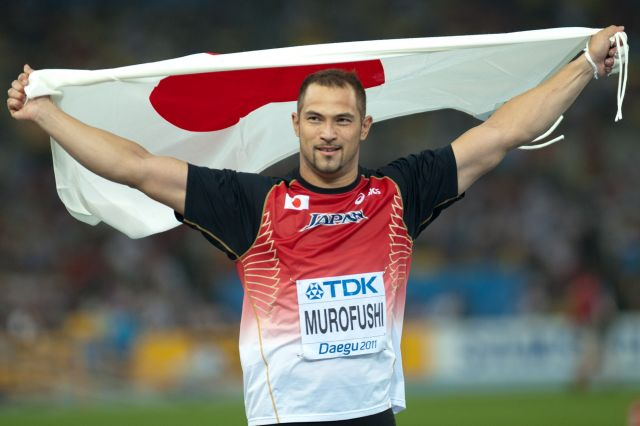
Der Olympiafünfte Kōji Murofushi
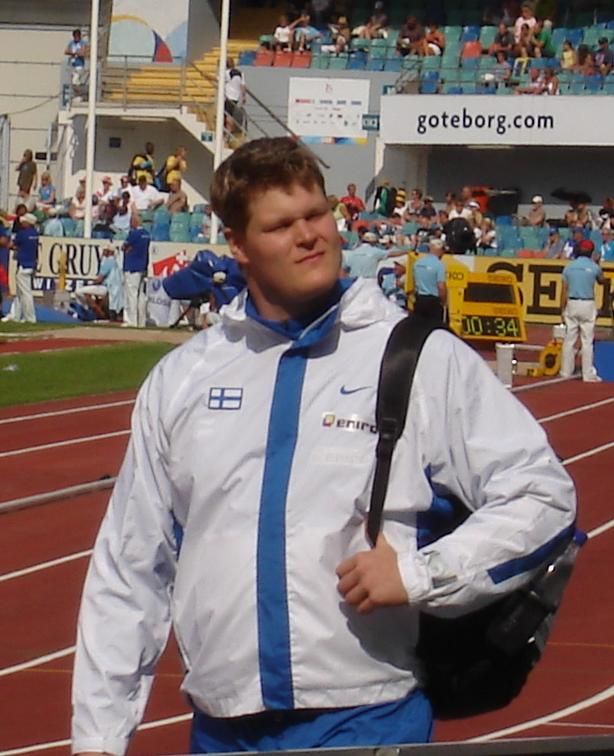
Olli-Pekka Karjalainen erreichte Platz sechs
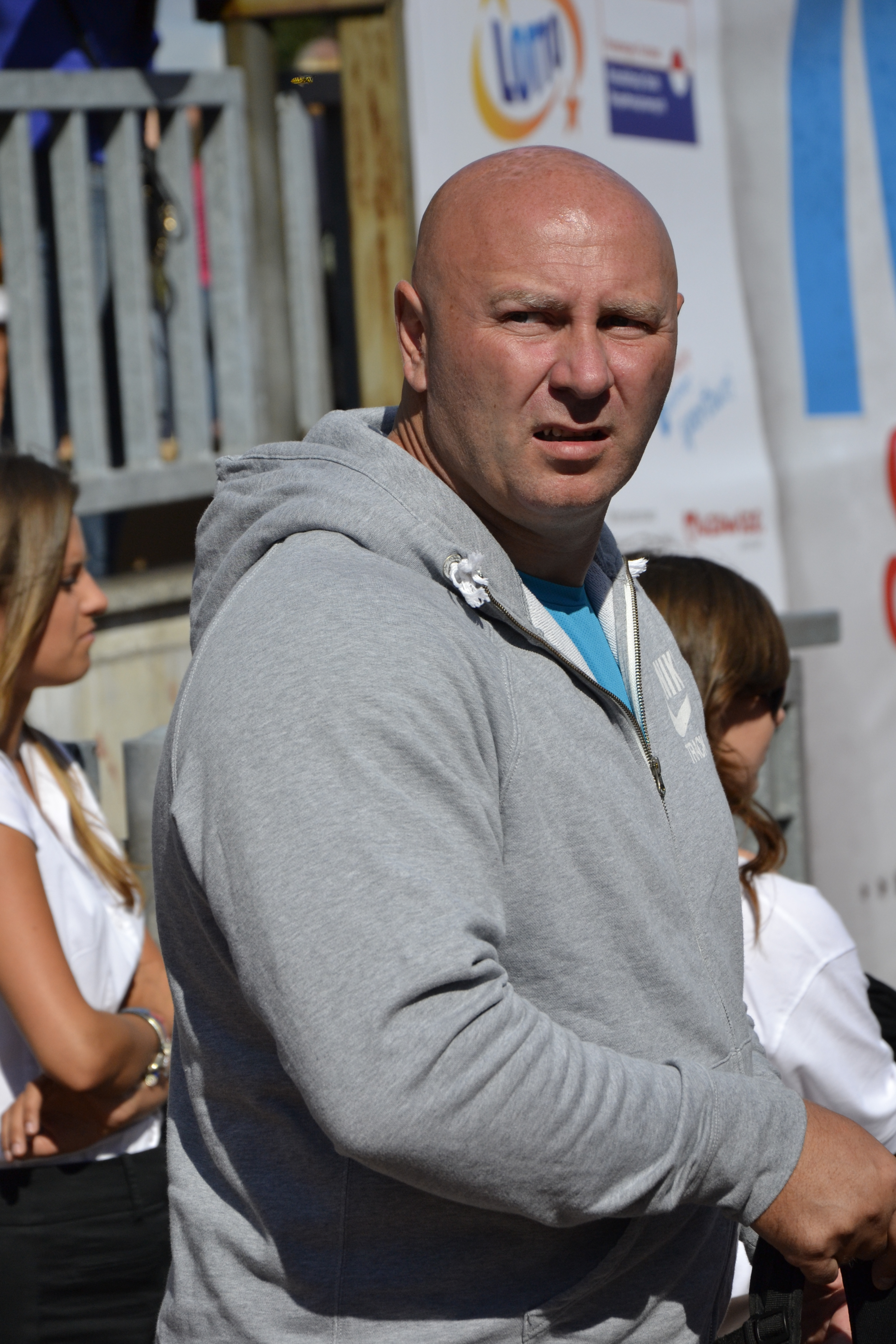
Rang sieben für Szymon Ziółkowski
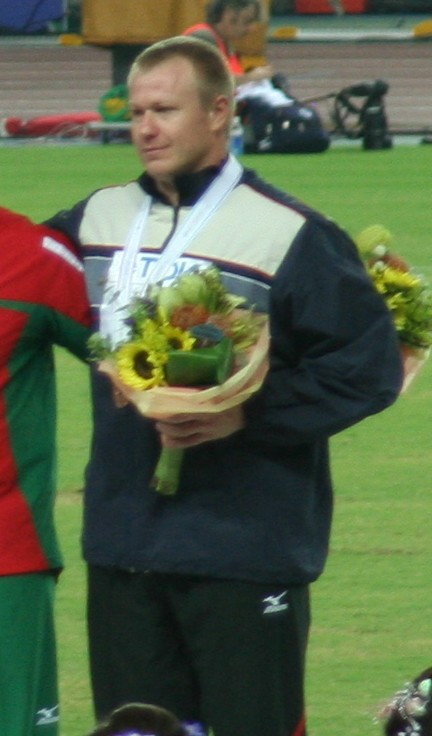
Libor Charfreitag kam auf Rang acht
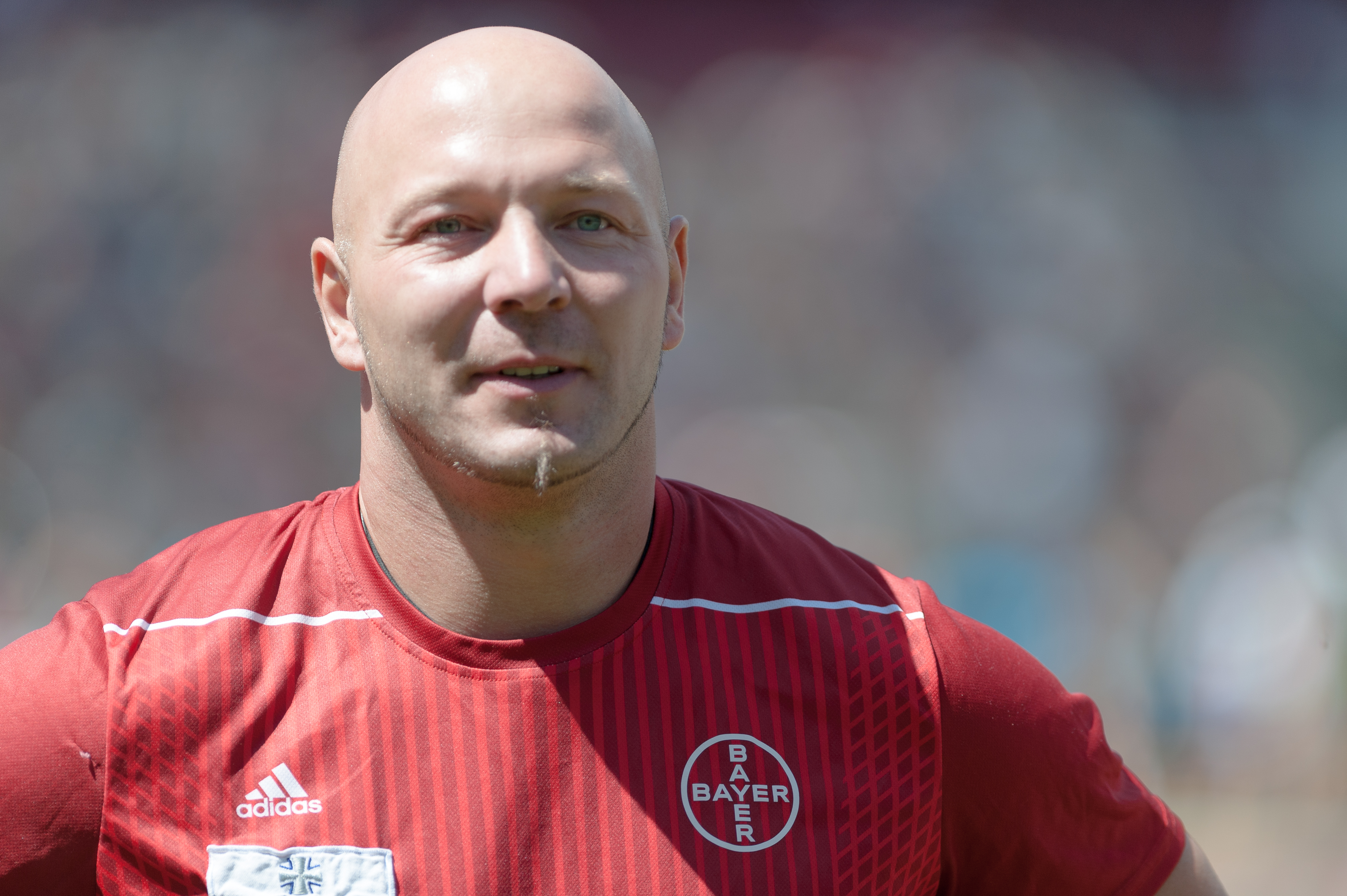
Markus Esser wurde Olympianeunter
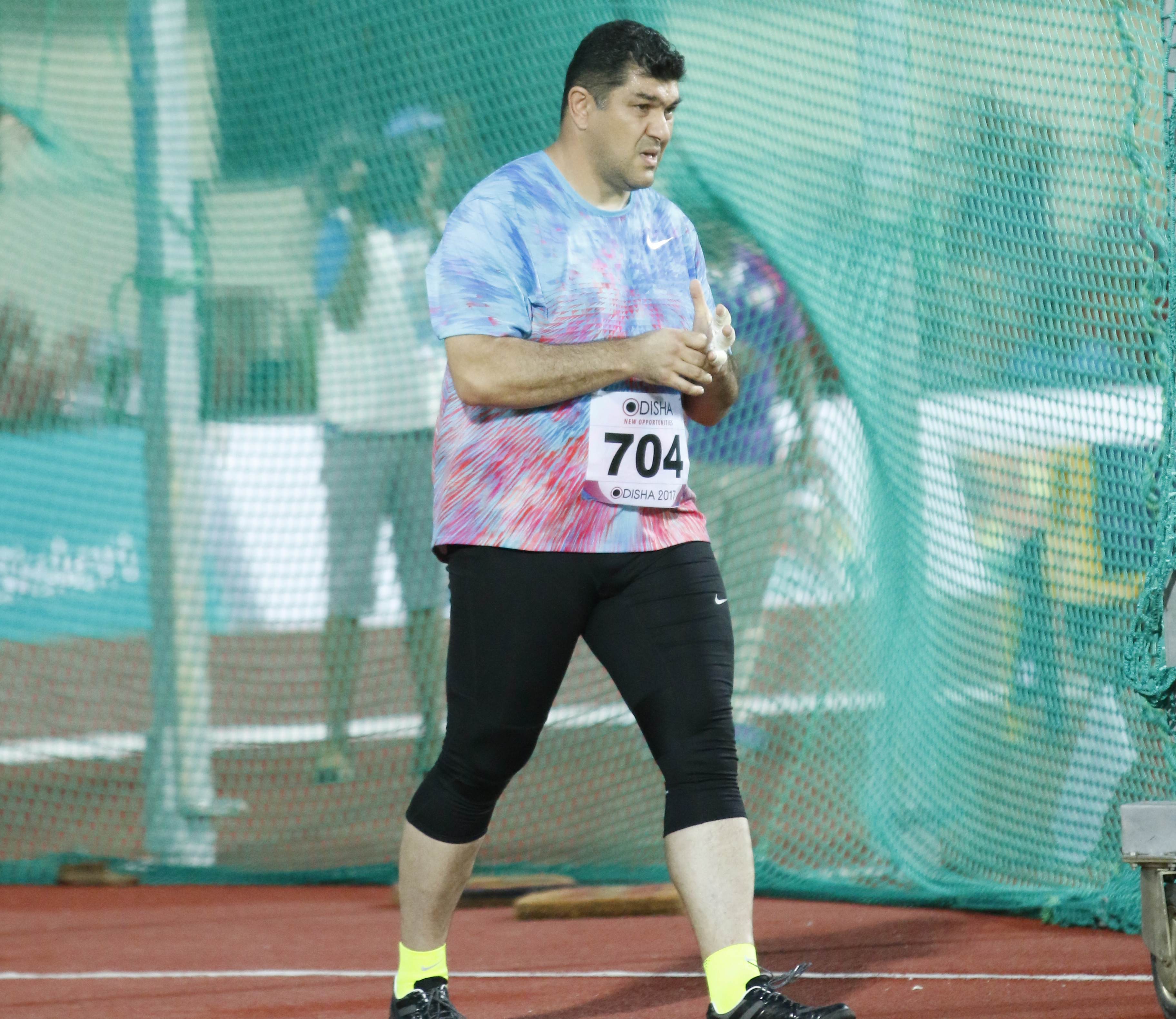
Dilschod Nasarow – Rang elf

## Video
- Athletics - Men's Hammer Throw Final - Beijing 2008 Summer Olympic Games, youtube.com, abgerufen am 10. März 2022